# Helge Werner
Helge Werner (ur. 23 października 1883 w Säffle, zm. 6 lutego 1953 w Solna) – szermierz, szablista reprezentujący Szwecję, uczestnik letnich igrzysk olimpijskich w Sztokholmie w 1912 roku.